# Арибо Схоластик
Ари́бо Схола́стик, также Арибо Схоласт (лат. Aribo Scholasticus; расцвет около 1078) — монах-бенедиктинец, музыкальный теоретик, автор трактата «Musica» (написан в 1070-х годах, не позднее 1078).
Большая часть трактата Арибо посвящена истолкованию трудной гл.15 «Микролога» Гвидо Аретинского. В этой главе с заголовком «О надлежащей, или слаженной мелодии» Гвидо затрагивает различные композиционно-технические аспекты григорианской монодии, прежде всего, формальное строение, ритм и звуковысотность, в целом даёт наставления композитору в том, как достигнуть разумной упорядоченности и соразмерности музыки (гармонии в эстетическом смысле).
Арибо хорошо начитан (отсюда и прозвище «Схоласт», здесь — философствующий учёный). Латинскую античную (особенно позднеантичную) учёность (Августин, Боэций, Кассиодор, Исидор и др.) он искусно вплетает в собственную эстетику. Так, например, античных муз Арибо аллегорически истолковывает в терминах современной ему музыкальной теории: одна муза означает человеческий голос, две музы — двойственность автентических и плагальных ладов или же двойственное деление музыки на небесную и человеческую, три музы означают три рода мелоса греков (диатонический, хроматический, энармонический), четыре музы — четыре тетрахорда, которые охватывают весь Гвидонов (диатонический) звукоряд или четыре основных консонанса и т. д. Второй важнейший источник эстетики Арибо — св. Писание, которое также используется для построения символических аллегорий. Например, плагальный и автентический наклонения ладов Арибо связывает с богатством и бедностью, мужским и женским началами. Тетрахорды символизируют смирение, страдание, воскресение и вознесение Христа, и т. п.
Арибо различает три вида эстетического и этического воздействия музыки:
У музыки приятность троякого рода: 
1) красота напева, о чем судит ухо; 

2) красота пропорциональности между голосами, нотами и словами — это дело разума; 

3) красота сходства и контрастов шести интервалов. Всякий может понять этическое, т. е. моральное, в музыке, так как она раздает своё благодеяние и тем, кто искусства не понимает.
Критично отношение Арибо к «лёгкой» музыке:
Мы должны совершенно не походить на гистрионов, кои со своим соблазнительным радостным пением вовсе не понимают подлинной природы радостного пения.
Музыкальный трактат Арибо критически издан в 1951 году в серии Corpus scriptorum de musica, vol. 2, под редакцией Й. М. Смитса ван Васберге. Переведён на английский язык в 2015 году Т. Маккарти.

## Издания трудов
- Aribo De musica / edited by Jos. Smits van Waesberghe. Rome: American Institute of Musicology, 1951 (Corpus scriptorum de musica 2). ISBN 978-1-59551-274-1.
- Aribo De musica and Sententiae / edited and translated by T. J. H. McCarthy. Medieval Institute Publications, 2015 (ноаое издание оригинального текста и его английский перевод).